# Brohägnaden
Brohägnaden är en bebyggelse nordost om Rimbo vid länsväg 280 i Rimbo socken i Norrtälje kommun. Från 2015 till 2023 avgränsade SCB här en småort. Vid avgränsningen 2023 klassades bebyggellsen som del av tätorten Tranvik, Ekebyholmshöjden och Brohägnaden och småorten avregistrerades.